# Incidente ovni de la Joya - Arequipa
El incidente ovni de la Joya, es el nombre dado a una serie de acontecimientos que implican el avistamiento y enfrentamiento de un ovni con un avión militar de la Fuerza Aérea Peruana en la base aérea de La Joya en Arequipa, el 11 de abril del 1980.
El entonces piloto de la Fuerza Aérea Peruana (FAP) Oscar Santa María Huertas, es el único ser humano que disparó contra un ovni, el 11 de abril de 1980, cuando aún era un joven Teniente de 23 años, tras salir de la base de la Joya. Este combate duró 22 minutos durante los cuales cientos de personas fueron testigos de la espectacular persecución a un OVNI (Objeto volador no identificado) que realizó Oscar Santa María en su avión Sukhoi SU-22M (Fitter J), sobre los cielos del departamento de Arequipa, al sur del Perú.

## Antecedentes
Durante los años 70, la tensión política entre los gobiernos de Perú y Chile, llevó a ambos países a una carrera armamentista sin precedentes que alteró el equilibrio militar estratégico en los países de la región. Durante ese periodo, alrededor del año 1977, el Perú compró 52 aviones caza bombarderos supersónicos Sukhoi SU-22, que eran entonces junto a otros aviones, el orgullo de la industria aeronáutica soviética por su avanzada tecnología y diseño que le permitía realizar complicadas maniobras aéreas.
Los SU-22 que adquirió el Perú estaban diseñados para volar a una altura máxima de 18,000 metros y tenían dos cañones de 30 mm, uno a cada lado de la nave, cargados con 80 obuses. Además, los SU-22 peruanos llevaban misiles aire-aire AA-2-2 “Advanced Atoll” y AA-8 “Aphid”.
En un inicio, la mayoría de estos SU-22 fueron enviados a la base aérea peruana de La Joya, estratégicamente situada en el departamento de Arequipa a 1,000 kilómetros al sur de Lima, no lejos de la frontera con Chile.
Debido a la tensión existente entre Perú y Chile, esta flota aérea tenía como misión principal servir de sistema de respuesta rápida y de escudo protector antiaéreo en caso de violación del espacio aéreo peruano por parte del vecino país del sur.
Es importante aclarar que los caza bombarderos supersónicos Sukhoi SU-22 eran aviones de alta tecnología considerados entre los más efectivos de su generación.

## Día del combate
Unas 1.800 personas que se encontraban aquel día en la base vieron en el cielo un objeto no identificado en forma de globo que flotaba estacionario a unos 500 metros del suelo. Los militares pensaron que el globo podía ser un dispositivo de espionaje y Oscar fue encargado de investigar si planteaba algún tipo de amenaza para ellos.
Datos nuevos dados a conocer por el ahora Ex-Comandante de la FAP, Oscar Santa María Huertas, sobre lo ocurrido aquella mañana del 11 de abril de 1980 a las 7:15 de la mañana cuando le ordenaron tomar su avión de guerra – un Sukhoi SU-22, el de mayor tecnología en ese momento a nivel mundial, para derribar a un objeto volador no identificado.
Lo que Santa María comentó: 

"Se trababa de un objeto completamente esférico”, en la parte superior era como porcelana en color crema, con una base redonda y ancha de color gris metálico, como un cenicero. Se desplazaba a una gran velocidad y presentaba un tamaño de 10 mt. De diámetro, por lo que se convirtió en un objeto muy fácil para derribar".

Esto se registró debido a que este objeto volador estaba sobre la base militar Mariano Melgar de La Joya en Arequipa, y el objetivo era que no hiciera labores de inteligencia. Santa María indica: 

"De inmediato fui hacia mi jet, sin retirar los ojos de ese objeto en el cielo, revisando en mi mente cada uno de los pasos de la misión. Como el objeto estaba en el perímetro de la base y mi avión estaba armado con 140 obuses las cuales empleé 64 obuses de 30 mm, decidí atacar desde el noroeste hacia el sureste. De esta manera, el Sol estaría a mi izquierda y así evitaría impactar la base con mis armas. Después de despegar, hice un giro a la derecha y alcance una altitud de 2,500 metros. Luego me posicioné para el ataque. Apuntando hacia el globo, alcancé la distancia necesaria y lancé una descarga de 64 obuses de 30 mm, que crearon una pared de fuego en forma de cono que, normalmente, habría destruido cualquier cosa en su camino. Algunos de los proyectiles se desviaron del objetivo, cayendo a tierra, y otros impactaron en el objeto con precisión. Pensé que el globo se abriría y que algunos gases saldrían de su interior pero nada sucedió. Parecía como si las grandes balas hubiesen sido absorbidas por el globo, que no estaba dañado. De pronto, el objeto empezó a ascender muy rápidamente y se alejó de la base".

Los efectos de este armamento eran devastadores y no había posibilidad de que saliera ileso este misterioso objeto, pero la realidad fue distinta. El objeto había adquirido una inteligencia propia que le permitía moverse libremente y escaparse. En esa persecución que duró cerca de 25 minutos, sintió que el Ovni sabía de alguna manera qué maniobras realizaría con su avión de guerra.
Durante la persecución, sin embargo, el Ovni agarró una velocidad de 950 km/h, llegando a 84 kilómetros de distancia y a 19,200 metros de altura, se detuvo súbitamente lo que me obligó a realizar una maniobra evasiva para no impactar con él." El exmilitar mencionó que “una vez que lo vi estático, tomé altura para disparar y cuando ya estaba fijo en la mira se comenzaba a elevar y me rompía la maniobra”
"El objeto se alejaba rápidamente y se elevaba al mismo tiempo. Luego, se detuvo abruptamente y tuve que hacer giros para no chocar contra él", declaró a The History Channel.
Al cuestionarlo sobre la apariencia de aquello que perseguía cuando se encontraba a una mínima distancia de 100 metros afirmó que "tenía una superficie redonda, plateada de unos 10 metros de diámetro en promedio, con una cúpula de vidrio de color crema en la parte superior y una base ancha de metal que hacia que todo se reflejara. Pero también me percaté que no tenía tubos de escape, no giraba, no tenía ventanas, ni remaches y ningún sistema visible de propulsión".
Mientras esto sucedía, Santa María afirmó que en las pantallas del radar del Ejército solo era visible su avión, más no el Ovni, pero los operadores si lograban verlo a simple vista como un gran objeto luminoso en el cielo.
Terminado este incidente y al no tener mayor combustible para continuar con la persecución, Oscar regresó a su base. Este incidente ha marcado un hito en cuanto a avistamientos de Objetos Voladores No Identificados (OVNI’s).
De entre tantos enfrentamientos aéreos contra OVNIs reportados, y habiendo sido ya confirmados en todo el mundo; dentro de ese grupo se encuentra el caso peruano. Este suceso, que se desarrolló en el año de 1980, y que por órdenes de las Fuerzas armadas peruanas, de aquella época, todo quedó en un estricto secreto. Hasta hace unos pocos años, recién se hizo de conocimiento público para el mundo y la comunidad científica que estudia este tipo de temas, la Ufología.
Sin embargo, lo curioso de esta des-clasificación de documentos, es que no fue hecha por las fuerzas armadas del Perú. Si no más bien, esta información fue sacada a la luz por los Estados Unidos mediante su departamento de defensa en los años 2000. De esta manera, esta situación de confidencialidad se rompe en Perú y el factor principal de los hechos, es autorizado ahora sí a contar tal cual sucedió el enfrentamiento con el OVNI.

## Investigaciones recientes
Según los expertos en aviación de The History Channel, “ninguna aeronave conocida es capaz de avanzar a velocidades supersónicas desde un punto muerto", por ello, es imposible que alguna nave aérea que se conoce en la actualidad suba de cero a 160 mil kilómetros por hora, tal cual lo hizo este Ovni, luego de permanecer suspendido en el aire en diversos tiempos. .
De acuerdo con el piloto Santa María, la nave desconocida hizo romper las maniobras del oficial de la FAP tres veces, desarrollando instrucciones de vuelo “dignas de un piloto de combate”, hasta que después de 22 minutos de persecución, el Sukhoi Su-17 que piloteaba superó sus capacidades y tuvo que detener el enfrentamiento.
El reportaje de The History Channel muestra además un documento del Ministerio de Defensa de los Estados Unidos, titulado "OVNI avistado en Perú", que registra el encuentro extraterrestre que mantuvo Santa María, así como su fallido intento por destruir la nave. Lo resaltante es que dicha información fue difundida inmediatamente a la Agencia Central de Inteligencia (CIA), Secretaría del Estado y a la Agencia de Seguridad Nacional.
En el año 2003 se creó una Oficina de Investigación de Fenómenos Aéreos que poco tiempo después fue cerrada. No obstante el 18 de octubre del 2013, la Fuerza Aérea del Perú decidió reabrir el Departamento de Investigación de Fenómenos Aéreos Anómalos (DIFAA) con el firme propósito de investigar a profundidad, ahora sí, todo contacto con seres extraterrestres que violen su espacio y rutas aéreas, transgredan su sistema de seguridad, molestar a las aeronaves en vuelo y paralizar el sistema en los aeropuertos.